# Gelignit
Gelignit (také známý jako třaskavá želatina) je trhavina sestávající z kolodia rozpuštěného v nitroglycerinu nebo nitroglykolu s přídavkem dřevoviny a ledku (většinou dusičnan sodný, nebo dusičnan draselný).
Gelignit byl poprvé připraven v roce 1875 švédským chemikem Alfredem Nobelem, původcem dynamitu. Gelignit je sice stabilnější než dynamit, nicméně často dochází k jeho "natékání", nebo samovolné difundaci nitroglycerinu. Jeho složení mu dodává značnou tvárnost a činí jeho manipulaci bezpečnou, nenachází-li se v jeho okolí žádný objekt, který by mohl posloužit jako rozbuška.
Z důvodu své dostupnosti (často využíván v lomech a při těžbě) byl v minulosti často zneužíván teroristickými organizacemi (Prozatímní irská republikánská armáda a Sbor ulsterských dobrovolníků) jakožto iniciační nálož.

## Frangex
V 70. letech 20. století produkovala ročně irská společnost Industrial Explosives Limited na 6 000 tun Frangexu, komerční varianty gelignitu, využívaného pro těžbu. K jeho produkci docházelo v největší irské továrně na trhaviny v Enfieldu. Aby IRA (Irská republikánská armáda) nezískala nad továrnou kontrolu, střežila v té době oblast Gardaí společně s irskou armádou.
Nepřímo však množství materiálu získala Prozatímní irská republikánská armáda (PIRA). V době zadržení prominentního teroristy této organizace, Patricka Mageeho, bylo v jeho držení odhaleno 3,5 kg Frangexu a dalších 300 kg bylo objeveno v unesené autocisterně v lednu 1976.
Dobrovolník organizace PIRA, později informátor Sean O'Callaghan odhadl, že odpal 11 kilogramové nálože Frangexu by dokázal zabít kohokoliv na vzdálenost 18 metrů. Pravé irské republikánské armádě (RIRA) se také podařilo získat zásoby Frangexu, z nichž bylo v prosinci 2000 objeveno celkem 8 tyčinek na farmě v Kilmacow, poblíž Waterfordu.
Začátkem roku 1982 ukradla Irská národně osvobozenecká armáda (INLA) z dolu v Tipperary 450 kg Frangexu, což jí umožnilo zesílit svoji kampaň. Později téhož roku, v prosinci 1982, provedla INLA svůj nejsmrtelnější útok v Ballykelly, který si dle zjištění britské armády vyžádal na 17 úmrtí (z toho 11 vojáků a 6 civilistů). Bomba sestávající ze zhruba 2,5 až 4,5 kilogramové nálože Fragnexu byla umístěna v příruční tašce poblíž podpůrného sloupu, který byl při explozi zničen, což zapříčinilo kolaps celé střechy.